# Cameron White
Cameron White (* 30. April 1977 in Melbourne) ist ein ehemaliger australischer Squashspieler.

## Karriere
Cameron White begann 1998 seine Karriere und erreichte in der Weltrangliste mit Rang 48 im April 2001 seine höchste Platzierung. Er gewann auf der PSA World Tour insgesamt sieben Titel. Zu seinen größten Erfolgen zählt der Weltmeistertitel im Doppel 2004 an der Seite von Byron Davis. Sie besiegten im Finale die Inder Ritwik Bhattacharya und Saurav Ghosal. Im parallel stattfindenden Mixedwettbewerb schied Cameron White an der Seite von Dianne Desira im Halbfinale gegen die späteren Sieger Rachael Grinham und David Palmer aus. Im Jahr 2003 wurde er australischer Meister. 2007 beendete er seine Karriere.

## Erfolge
- Weltmeister im Doppel: 2004 (mit Byron Davis)
- Gewonnene PSA-Titel: 7
- Australischer Meister: 2003